# Lernaea gambusiae
Lernaea gambusiae is een eenoogkreeftjessoort uit de familie van de Lernaeidae. De wetenschappelijke naam van de soort is voor het eerst geldig gepubliceerd in 1990 door Koul & Raina.